# 马明哲
马明哲（1955年12月5日—），出生于广东湛江，籍贯吉林蛟河。中国平安保险（集团）股份有限公司现任董事长，历任公司总经理、董事、董事长兼首席执行官。马明哲为第十、十一届全国政协委员
。中南财经大学货币银行学博士（在职研究生）。马明哲是中国金融保险领域具代表性的企业家。

## 生平
马明哲于18岁高中毕业后，先被分配到阳春市八甲水电站，后被调到蛇口，为招商局蛇口工业区社会保险公司副经理。
1986年，马明哲向袁庚建议成立一家商业保险公司。
1988年3月成立，当时名为深圳平安保险公司，开始主要在深圳从事财产保险业务。马明哲先发展寿险业务，同时谋划股份制改革，于1994年7月开始从事寿险业务，并于1997年1月更名为中国平安保险股份有限公司，根据《中华人民 共和国公司法》将公司改组成为股份有限公司。自1988年3月平安保险公司成立以来，马明哲历任公司总裁、董事、董事长等 不同职务
2004年6月，而马明哲作为时任董事长，推动平安于港交所上市，筹资143亿港元，为香港当年规模最大的一笔IPO交易。

## 家庭状况
马明哲父亲曾是四野的干部，后来南下到广东省公安厅工作，曾担任湛江地区公安局负责人。马明哲的外公曾是潮汕有名的侨领，母亲毕业于南洋大学。

## 职业经历
- 1973-1976 广东省阳春市八甲电厂
- 1977-1983 广东湛江地委工交政治部 通讯员
- 1983年7月－1985年7月 招商局蛇口工業區勞動人事處幹部
- 1985年7月－1988年3月 招商局蛇口工業區社會保險公司 副經理
- 1988年3月－1992年9月 平安保险公司 （后更名为中国平安保险股份有限公司） 董事总经理
- 1992年9月－1994年4月 中国平安保险公司 副董事长兼总经理
- 1994年4月－2002年2月 中国平安保险股份有限公司董事长兼总经理（2002年被深圳市政府免去总经理一职）
- 2002年－2020年 中國平安保險（集團）股份有限公司 董事長兼CEO
- 2020年7月至今 中國平安保險（集團）股份有限公司 董事長 [10]

## 教育经历
- 1985年 中学毕业
- 1986年－1987年 成人函授（非院校证书 相当于当今的成人夜校）[原創研究？]；
- 1988年－1991年 （在职研究生）中南财经大学并获货币银行学专业硕士学位；
- 1993年－1995年 （在职博士生）中南财经大学并获货币银行学博士学位。

## 争议
马明哲是2012年“《纽约时报》报道温家宝家族财富事件”的核心人物。按照《纽约时报》的报道，马明哲在平安保险金融分业改革、私有化和上市的过程中，向中国大陆前总理温家宝家族和前人民银行行长戴相龙家族（女婿车峰）输送了巨大的经济利益。平安随即发表声明，斥有关报道严重失实，对平安造成严重伤害，会采取恰当的法律行动追讨造成的损坏和不良影响。《纽约时报》於其後亦刊登了有關聲明,《明报》和《星岛日报》 等媒体。
- 根据《纽约时报》2012和2013年的报道，马明哲在平安保险金融分业改革和私有化上市的过程中，向中国大陆前总理温家宝家族和前央行行长戴相龙家族，输送了巨大的经济利益。事件对温家宝清廉形象造成极大政治负面冲击，温家宝更因此事件被网民讥讽为27亿。同时，戴相龙也因为这一事件，被不断传出受中纪委调查的消息。[14] [15] 針對有關報導，兩個代理溫家寶總理家人的律師在香港《南華早報》上發表了一份聲明，聲明稱《紐約時報》報導的所謂溫家寶家人的‘隱秘財富’，是不存在的。該聲明批評了《紐約時報》文章中的幾處報導，並暗示將來有可能會訴諸法律。對《紐約時報》的其他不實報導，並保留追究其法律責任的權利。[16]

- 根据《东方早报》[17]报道，马明哲涉嫌利用深圳公安机关，诬告陷害当时在上海复旦大学攻读博士学位的胡坤。胡坤曾就职平安保险公司董事长办公室，后辞职，考入上海复旦大学并获博士学位。

- 根据《21世纪经济报道》[18]披露，马明哲在平安保险上市前，将平安保险股份廉价转让给“傀儡富豪”郑建源。郑建源由于住所、个人背景等资料十分模糊，少有任何媒体见过此人，连个人照片都付之阙如，商界传言他只是代人持股。关于郑建源本人的幕后老板，各方则有不同说法。虽然香港富商郑裕彤被认为是幕后老板，不过21世纪经济报道在该文末尾，暗示郑建源真正的幕后控制者就是中国国务院总理温家宝之子温云松。

### 回应
针对《纽约时报》指平保主席马明哲去信时任国务院副总理温家宝和人行行长戴相龙的报道，希望放宽在亚洲金融风暴后要求大型金融机构分割的规定。平安为此发表声明，斥有关报道严重失实，对中国平安造成严重伤害。

## 公益事业
- 马明哲于2007年9月26日做出决定,将与家人一道,捐赠1亿元设立专项"明园慈善基金"(下称"明园基金")[20]。9月26日，马明哲及其家人在上海张江的平安全国后援中心宣布，将在中国宋庆龄基金会名下设立明园基金，首期捐赠2000万元,并计划在5年内通过追加投入，最终达到1亿元的目标捐赠额。作为国内首个以个人名义设立的慈善基金，明园基金将采取本金制管理的模式，委托第三方机构进行投资运作，并将未来每年所获取的投资收益部分，投向妇女、儿童、教育等亟需慈善救助的领域。
- 2017年5月18日，中国平安宣布将“5.27司庆日”设立为首个“平安公益日”，并发布“六一公益行动”，号召150万全体平安人参与精准扶贫，积极参与集团及旗下产险、寿险、银行、信托、普惠等专业公司发起的专项公益活动。同日，中国平安集团董事长兼CEO马明哲前往平安教育扶贫事业的起点 -- 安徽六安，在第一所平安希望小学进行支教活动，率先响应“六一行动”，身体力行参与精准扶贫。[21]
- 2018年1月1日，1月1日，中国平安集团董事长元旦致辞，宣布中国平安正式启动 “三村建设工程”。“三村工程”是中国平安积极响应党和政府的号召，充分利用自身资源和科技优势，面向“村官、村医、村教”三个方向，以“智慧扶贫”为核心，以“精准帮扶，创新举措”为原则，全方位、多层次地开展产业扶贫、健康扶贫、教育扶贫的精准扶贫工程，以期助力贫困地区脱贫奔康。[22]
- 目前，“三村工程“已在内蒙古、江西、广西、重庆、甘肃、四川、河南、西藏、云南、陕西、湖北、贵州、湖南等 13个省市或地区落地实施，覆盖贫困人口超 33万人，帮扶建档立卡贫困户超1.5万人。截至2019年6月底，“村官工程“累计发放扶贫资金103.73亿元，带动贫困人口4万多人； “村医工程“已升级乡村卫生所622所，培训村医 6926人，开展移动健康检测车巡诊近300场，体检义诊覆盖贫困地区人口超3万人次；“村教工程“已援建或升级乡村小学607所，培训乡村教师4831名，平安智慧小学覆盖学生已超 23万人。[23]
- 中國平安向印尼捐贈150萬美元抗疫物資[24]。2020年3月，中國平安保險（集團）股份有限公司宣佈，爲響應二十國集團領導人特別峰會的倡議，支持印尼抗擊新冠肺炎疫情，中國平安集團及馬明哲董事長個人聯合向印尼捐贈一批抗疫物資，總價值 150 萬美元（約人民幣 1,000 萬元）。抗疫物資包括醫療設備類，如護目鏡、新冠肺炎診斷測試劑盒、輸液泵、患者監護儀等。
- 中國平安(02318.HK)向英國捐贈總逾110萬英鎊抗疫物資[25]。2020年4月, 中國平安應英國政府的緊急需求，集團及董事長馬明哲以個人名義，向英國捐贈總價值逾110萬英鎊的抗疫物資，包括口罩和手套各10萬隻，護目鏡、洗手液、面罩及新冠肺炎診斷測試劑盒各1萬份，以及防護服4,000套、呼吸機15台，及包括新冠肺炎智能影像診斷系統之醫療技術支持類1,000套，同時包括由中國平安自主研發的智能影像診斷系統。
- 马明哲位列2020中国慈善企业家榜前十，亦是榜单前十中唯一上榜的金融企业家。马明哲及其家人捐资成立的中国宋庆龄基金会明园慈善基金13年来，累计投入资金5,000多万元，并在广西、广东、云南、宁夏、湖南、甘肃、西藏、新疆、四川、吉林等偏僻乡村相继援建了12所明园学校，累计投入1,800万元，让4,000多名乡村学生圆了读书梦[26]。
- 马明哲在2020年全国脱贫攻坚奖表彰大会上获「2020年全国脱贫攻坚奖奉献奖」，表扬其带领平安「三村工程」在全国21个省或自治区落地，通过扶贫保、发债、贷款等多种形式，共发放扶贫资金265.96亿元，带动建档立卡贫困户47,036人，人均增收2,500元，惠及贫困人口73多万人；援建升级乡村卫生所1,210所，培训村医11,175名，体检义诊覆盖9万多人;援建升级乡村学校1,054所，培训乡村教师14,037名，受益学生约30万人[27]。
- 2022年由中國宋慶齡基金會明園慈善基金（下稱“明園基金”）援建的吐魯番郭勒布依鄉明園學校教學樓和阿勒泰喀爾交鎮牧業寄宿學校宿舍樓正式落成。明園慈善基金由馬明哲及其家人捐資發起，持續關注鄉村教育發展，累計基金規模超5000萬元，實施公益項目資金逾2800萬，為4000逾名鄉村兒童帶去音樂、體育、美術等素質教育課程，助力鄉村少年學習成長[28]。

## 荣誉
- 2008年 入选“中国改革开放30年 经济百人”。
- 2009年 入选“中国经济百人榜共和国60年影响中国经济60人”。
- 2009年 入选“影响中华公益的60位慈善家”。
- 2009年 获“第一财经金融价值榜”年度保险家殊荣[29]。
- 2010年 获“第一财经金融价值榜”年度金融家殊荣[30]。
- 2015年 获“香港董事学会杰出董事奖”。
- 2016年 获《机构投资者》“最佳首席执行官”。
- 2017年 获《机构投资者》“最佳首席执行官”。
- 2017年 获《财富》杂志“2017中国最具影响力的50位商界领袖”。
- 2017年 入选“25位最具影响力的企业领袖排行榜”。
- 2018年 入选《福布斯》2018中国最佳CEO榜，排名第5位。平安入选2018最受赞赏公司，排名第11位[31]。
- 2018年 获《亚洲企业管治》亚洲最佳CEO。
- 2018年 获《机构投资者》「最佳首席执行官」。
- 2019年 获《机构投资者》「最佳首席执行官」。
- 2020年 获《机构投资者》「最佳首席执行官」[32]。
- 2020年 获国务院扶贫开发领导小组颁发「2020年全国脱贫攻坚奖奉献奖」[33]。
- 2020年 入选《福布斯》2020中国最佳CEO榜，排名第3位。[31]。平安入选2020全球上市公司2000强第7位，蝉联全球多元保险企业首位，同时继续蝉联中国保险企业第1位[34]。
- 2020年 入選「深圳經濟特區40年40人」[35]
- 2021及2023年 獲「香港董事學會傑出董事獎」[36] [37]。